# 1724 w polityce

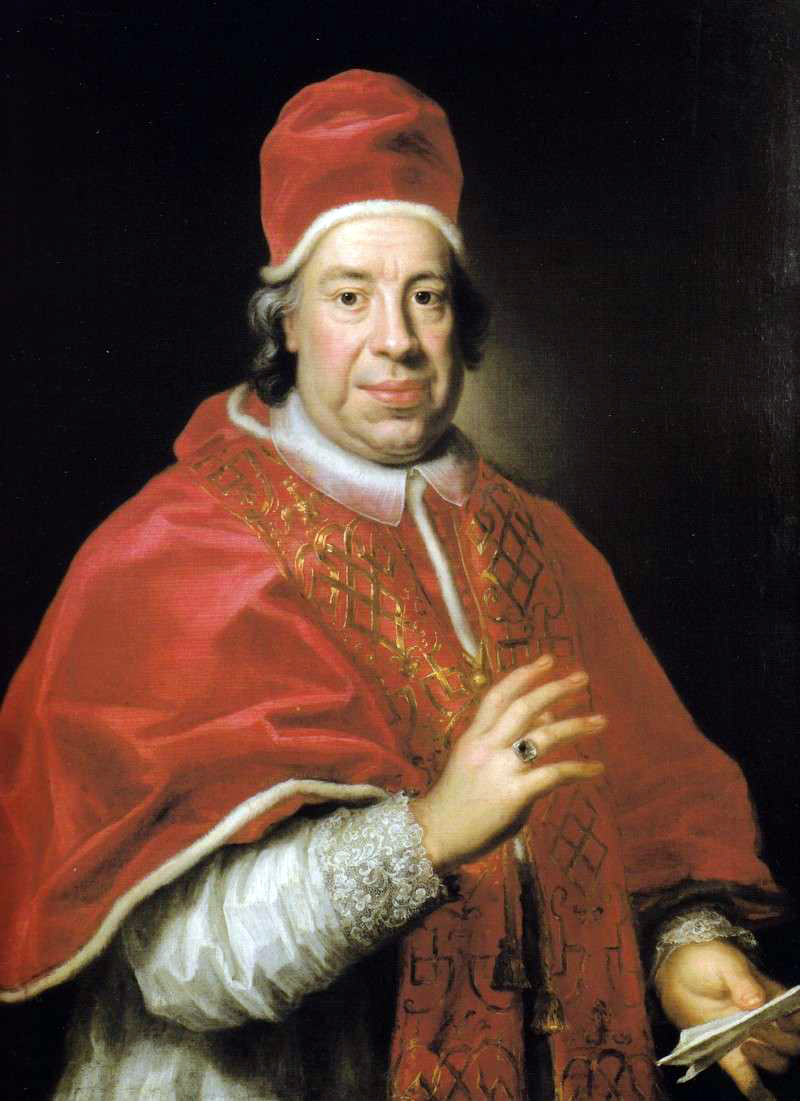
Innocenty XIII

Wydarzenia polityczne w 1724 roku.

## Zmarli
- Innocenty XIII, papież[1].